# Periscope life (single)
Periscope life was de vijftiende single van de symfonische rockgroep Kayak.
Het nummer is afkomstig van de gelijknamige lp uit 1980. Ton Scherpenzeel heeft te maken met een zeer ideële vriendin, die door haar straffe houding in kwesties het leven (in zijn ogen) onnodig moeilijk maakt. Hij geeft vaak maar toe aan haar nukken, om er niet de hele avond over te hoeven praten. Zij daarentegen verwijt hem, dat hij niet het grote plaatje ziet (periscope life). B-kant van de single werd gevormd door Astral aliens, dat de vraag stelt: Weten wij wat er allemaal gebeurt in het heelal? Periscope life, dat in Los Angeles is opgenomen bleef steken in de tipparade van de Nederlandse Top 40.